# Aspidosperma nobile
Aspidosperma nobile är en oleanderväxtart som beskrevs av Müll. Arg.. Aspidosperma nobile ingår i släktet Aspidosperma och familjen oleanderväxter. Inga underarter finns listade i Catalogue of Life.